# Kærlighedens Lov
Kærlighedens Lov er en amerikansk stumfilm fra 1920 af J. Parker Read, Jr..

## Medvirkende
- Hobart Bosworth - J.C. MacNeir
- Rowland V. Lee - Jean Saval
- Jean Calhoun - Sylvia